# Castlebellingham
Castlebellingham (iriska: Baile an Ghearlánaigh) är en ort i republiken Irland.   Den ligger i grevskapet Lú och provinsen Leinster, i den nordöstra delen av landet, 60 km norr om huvudstaden Dublin. Castlebellingham ligger 14 meter över havet och antalet invånare är 1 035.
Terrängen runt Castlebellingham är platt. Havet är nära Castlebellingham åt nordost.Runt Castlebellingham är det ganska glesbefolkat, med 48 invånare per kvadratkilometer. Närmaste större samhälle är Dundalk, 11,1 km norr om Castlebellingham. Trakten runt Castlebellingham består i huvudsak av gräsmarker.